# Kenny G
Kenny G, pseudonimo di Kenneth Bruce Gorelick (Seattle, 5 giugno 1956), è un sassofonista statunitense.
Ha raggiunto il successo con il suo quarto album Duotones ed in particolare con il singolo estratto Songbird che raggiunse la quarta posizione nella Billboard Hot 100 nel 1986. Lo strumento suonato in particolare da Kenny G è il sassofono soprano, ma l'artista si esibisce anche con il sassofono contralto e il sassofono tenore.

## Carriera come solista
Nel 1981 Kenny G firmò un contratto con la Arista Records come artista solista. Da allora ha pubblicato numerosi album sia come solista sia collaborando con numerosi artisti tra cui Whitney Houston, Toni Braxton, Michael Bolton, Natalie Cole, Steve Miller (l'unica volta che questi è comparso su un album rock and roll) e Aretha Franklin. Influenzato dai gusti di Grover Washington, Jr., i suoi album sono generalmente classificati come smooth jazz.
Nel 1994, Kenny G ha vinto il Grammy Award per la migliore composizione musicale con Forever in Love.
Nel 2003, Kenny G ha raggiunto la 25ª posizione nelle vendite in America nella classifica RIAA, con 48 milioni di album venduti negli USA .

## Critiche
Dopo la pubblicazione da parte di Kenny G di un brano realizzato sovraincidendo un proprio assolo ad un'esecuzione di Louis Armstrong, il chitarrista Pat Metheny prese posizione contro questo genere di operazioni e contro Kenny G in particolare.

## Album

### Album in studio
- 1982 - Kenny G (RIAA: oro)
- 1983 - G Force (RIAA: platino)
- 1985 - Gravity (RIAA: platino)
- 1986 - Duotones (Sesta posizione Billboard 200 - RIAA: 5 x multi platino)
- 1988 - Silhouette (ottava posizione Billboard 200 - RIAA: 4 x multi platino)
- 1992 - Breathless (Seconda posizione Billboard 200 - RIAA: 12 x multi platino)
- 1996 - The Moment (Seconda posizione Billboard 200 - RIAA: 4 x multi platino)
- 1999 - Classics in the Key of G(album cover) (RIAA: platino)
- 2002 - Paradise (nona posizione Billboard 200 - RIAA: oro)
- 2004 - At Last...The Duets Album (album cover) (RIAA: oro)
- 2006 - I'm in the Mood for Love...The Most Romantic Melodies of All Time (album cover)
- 2008 - Rhythm & Romance
- 2010 - Heart & Soul
- 2011 - Namaste India (Kenny G & Rahul Sharma)
- 2015 - Brazilian Nights
- 2021 - New Standards
- 2023 - Innocence

### Holiday albums
- 1994 - Miracles: The Holiday Album (Prima posizione Billboard 200 - RIAA: 8 platino x)
- 1999 - Faith: A Holiday Album - Sesta posizione Billboard 200
- 2002 - Wishes: A Holiday Album (RIAA: oro)
- 2005 - The Greatest Holiday Classics
- 2006 - The Holiday Collection

### Album dal vivo
- 1989 - Kenny G Live(RIAA:3 platino x)
- 2006 - Best
- 2011 - Kenny G The Tour Collection

### Album compilation/greatest hits
- 1993 - The Collection
- 1993 - Montage
- 1994 - The Very Best of Kenny G
- 1997 - G Kenny - Greatest Hits
- 2001 - In America
- 2003 - Ultimate Kenny G
- 2004 - The Romance of Kenny G
- 2006 - The Essential Kenny G

### EP
- 1997 - Six of Hearts

## Singoli
| Anno | Titolo                                      | Chart positions | Chart positions | Chart positions | Chart positions | Chart positions | Chart positions | Chart positions | Chart positions |
| Anno | Titolo                                      | US              | US R&B          | US AC           | US Pop          | US Rhythmic     | US AT40         | US Country      | US T40 Tracks   |
| ---- | ------------------------------------------- | --------------- | --------------- | --------------- | --------------- | --------------- | --------------- | --------------- | --------------- |
| 1984 | Hi, How Ya Doin'?                           |                 | 23              |                 |                 |                 |                 |                 |                 |
| 1985 | Love on the Rise                            |                 | 24              |                 |                 |                 |                 |                 |                 |
| 1986 | Don't Make Me Wait for Love                 | 15              | 17              | 2               |                 |                 |                 |                 |                 |
| 1986 | What Does It Take (To Win Your Love)        |                 | 15              |                 |                 |                 |                 |                 |                 |
| 1987 | Songbird                                    | 4               | 23              | 3               |                 |                 |                 |                 |                 |
| 1988 | Silhouette                                  | 13              | 35              | 2               |                 |                 |                 |                 |                 |
| 1989 | Against Doctor's Orders                     |                 | 65              |                 |                 |                 |                 |                 |                 |
| 1989 | We've Saved the Best for Last               | 47              | 18              | 4               |                 |                 |                 |                 |                 |
| 1989 | Going Home                                  | 56              | 46              | 5               |                 |                 |                 |                 |                 |
| 1991 | Voices That Care                            | 11              |                 | 6               |                 |                 |                 |                 |                 |
| 1992 | Forever in Love                             | 18              | 73              | 1               | 18              | 33              |                 |                 |                 |
| 1993 | By the Time This Night Is Over              | 25              | 37              | 1               | 29              |                 |                 |                 |                 |
| 1993 | Sentimental                                 | 72              |                 | 27              |                 |                 |                 |                 |                 |
| 1994 | Even if My Heart Would Break                |                 |                 | 28              |                 |                 |                 |                 |                 |
| 1995 | Have Yourself a Merry Little Christmas      |                 |                 | 26              |                 |                 |                 |                 |                 |
| 1996 | The Moment                                  | 63              | 62              | 16              |                 |                 |                 |                 |                 |
| 1997 | Havana                                      | 66              |                 |                 |                 |                 |                 |                 |                 |
| 1999 | What a Wonderful World                      |                 |                 | 22              |                 |                 |                 |                 |                 |
| 1999 | Auld Lang Syne                              | 7               | 57              | 3               | 40              |                 | 15              | 49              | 30              |
| 2002 | One More Time                               |                 |                 | 19              |                 |                 |                 |                 |                 |
| 2002 | Deck the Halls/The Twelve Days of Christmas |                 |                 | 26              |                 |                 |                 |                 |                 |
| 2003 | Auld Lang Syne (Freedom Mix)                |                 | 98              |                 |                 |                 |                 |                 |                 |
| 2005 | I Believe I Can Fly                         |                 |                 | 28              |                 |                 |                 |                 |                 |
| 2005 | The Way You Move                            |                 |                 | 12              |                 |                 |                 |                 |                 |
| 2005 | My Favorite Things                          |                 |                 | 22              |                 |                 |                 |                 |                 |
| 2005 | We Wish You a Merry Christmas               |                 |                 | 15              |                 |                 |                 |                 |                 |
| 2006 | Jingle Bell Rock                            |                 |                 | 35              |                 |                 |                 |                 |                 |
| 2010 | Fall Again                                  |                 |                 |                 |                 |                 |                 |                 |                 |

nel 1997 il singolo Havana venne riproposto in chiave house (si tratta di un remix dal noto DJ e produttore discografico Todd Terry).

## Video musicali
| Anno | Video                                                        | Direttore         |
| ---- | ------------------------------------------------------------ | ----------------- |
| 1991 | Voices That Care(with Mark Knopfler) (feat. Various Artists) | David S. Jackson  |
| 1992 | Forever in Love                                              | Roger Pistole     |
| 1993 | By the Time This Night is Over (with Peabo Bryson)           | John Lloyd Miller |

## Riferimenti nella cultura di massa
- Nel 2000 appare nell'episodio Il dilemma di Garrison della terza stagione di South Park, in cui organizza un grande concerto per flauti per i bambini delle elementari d'America assieme a Yōko Ono.
- Nel 2006 nel film Pixar Cars - Motori ruggenti, per addormentare il camion Mack che trasporta Saetta, viene usata la canzone Songbird dall’album Duotones.
- Nel 2011 ha fatto un cameo per la pop star Katy Perry nel video musicale del singolo Last Friday Night (T.G.I.F.) come zio Kenny.
- Interpreta se stesso nella seconda puntata della seconda serie di Dirty Sexy Money (mentre suona durante una commemorazione funebre) e nel film Bad Moms 2 - Mamme molto più cattive del 2017.
- Il personaggio di Kelpy G che appare in Spongebob è una sua chiara citazione.